# Мальте Гейде
Ма́льте Со́бю Ге́йде (дан. Malte Såby Heyde; нар. 18 лютого 2007) — данський футболіст, півзахисник клубу «Норшелланн».

## Клубна кар'єра
Вихованець академії «Норшелланна», де почав займатися у віці 10 років. 14 вересня 2024 року підписав з клубом контракт
22 червня 2025 року підписав з клубом свій перший професіональний контракт, після чого був переведений до першої команди. 3 серпня 2025 року дебютував в основному складі «Норшелланна» в матчі данської Суперліги проти «Сеннер'юска», вийшовши на заміну Нікласу Рейк'єру.

## Кар'єра в збірній
Виступав за збірні Данії до 16, до 17 і до 18 років. У травні 2024 року потрапив в заявку збірної до 17 років на юнацький чемпіонат Європи на Кіпрі. На турнірі провів 3 матчі, а данці дійшли до півфіналу, поступившись італійцям.

## Особисте життя
Син колишнього данського футболіста Єспера Гейде, який 2000 року в складі «Герфельге» став чемпіоном Данії.

## Статистика виступів
Станом на 3 серпня 2025 
| Клуб              | Сезон             | Чемпіонат         | Чемпіонат | Чемпіонат | Кубок | Кубок | Єврокубки | Єврокубки | Інші  | Інші | Всього | Всього | Всього |
| Клуб              | Сезон             | Дивізіон          | Матчі     | Голи      | Матчі | Голи  | Матчі     | Голи      | Матчі | Голи | Матчі  | Голи   |        |
| ----------------- | ----------------- | ----------------- | --------- | --------- | ----- | ----- | --------- | --------- | ----- | ---- | ------ | ------ | ------ |
| Норшелланн        | 2025–26           | Суперліга         | 1         | 0         | 0     | 0     | —         | —         | —     | —    | 1      | 0      |        |
| Всього за кар'єру | Всього за кар'єру | Всього за кар'єру | 1         | 0         | 0     | 0     | 0         | 0         | 0     | 0    | 1      | 0      |        |